# 직녀성 (영화)
직녀성은 1968년 공개된 대한민국의 영화이다.

## 배역
- 신성일
- 김지미
- 태현실
- 전양자
- 황정순
- 한은진
- 김신재
- 정애란
- 정민
- 최삼
- 최불암
- 윤양하
- 방수일
- 박경주
- 손전
- 추봉
- 한미나
- 염혜숙
- 김옥주
- 석인수
- 나정옥
- 석귀녀